# Các hệ phái Aikido
Mặc dù môn võ Aikido ra đời sau và đặc biệt khác với các bộ môn võ thuật Nhật Bản khác, nhưng nó cũng hình thành nhiều hệ phái khác nhau. Hầu hết các hệ phái đều bắt nguồn từ các đệ tử trực tiếp từ sáng tổ Ueshiba Morihei.

## Aikido trước chiến tranh
Trong giai đoạn trước chiến tranh, Aikido vẫn còn trong giai đoạn hình thành và chưa được coi là một bộ môn võ thuật riêng biệt so với Daito ryu Aiki-jujutsu. Tuy nhiên, nó đã nhanh chóng phát triển được bản sắc riêng của mình. Năm 1942, Dai Nippon Butoku Kai, trong nỗ lực chuẩn hóa các bộ môn võ thuật Nhật Bản, đã đạt được một thỏa thuận với các đại diện môn phái của Ueshiba rằng tên gọi Aikido sẽ được sử dụng để chỉ loại võ thuật có nguồn gốc từ Jujitsu mà Ueshiba là đại diện nổi bật.

## Aikido sau chiến tranh (40 năm đầu)
Trong giai đoạn hậu chiến, Tổng đàn Aikikai do gia đình Ueshiba lãnh đạo đã trở thành tổ chức có sự tăng trưởng số lượng thành công nhất và nổi bật nhất với công chúng. Tuy nhiên, nó không phải là tổ chức đầu tiên đưa Aikido nổi bật ở Nhật Bản trong giai đoạn ngay sau chiến tranh.
Ngay sau khi chiến tranh, do lệnh cấm võ thuật do quân đội Hoa Kỳ áp đặt, Aikido đã không được phép dạy ở Tokyo. Một số môn sinh bao gồm Tōhei Kōichi và Shioda Gōzō đã tự vận động để truyền bá Aikido một cách tích cực. Vài năm sau, Ueshiba Kisshomaru, con trai của người sáng lập đã bắt đầu khôi phục lại trụ sở Aikikai ở Tokyo.
Từ giai đoạn hậu chiến tranh cho đến những năm 1980, rất nhiều tổ chức Aikido đã phát triển song song với nhánh chính do gia đình Ueshiba dẫn đầu.
Các hệ phái độc lập sớm nhất xuất hiện là:
- Yoshinkan Aikido (tiếng Nhật: 養神館合気道; Dưỡng Thần quán Hiệp khí đạo), được thành lập bởi Shioda Gōzō vào năm 1955,[2]
- Yoseikan Aikido (tiếng Nhật: 養正館合気道; Dưỡng Chính quán Hiệp khí đạo), được khởi xướng bởi Mochizuki Minoru vào năm 1931,[3] and
- Shodokan Aikido (tiếng Nhật: 昭道館合気道; Chiêu Đạo quán Hiệp khí đạo), được thành lập bởi Tomiki Kenji vào năm 1967.[4]
- Shin'ei Taidō (tiếng Nhật: 親英体道; Thân Anh Thể đạo), là một hệ phái gần gũi với Aikido, được thành lập năm 1956 bởi Inoue Noriaki (井上 鑑昭, 1902–1994), cháu trai và là một môn sinh thời tiền chiến của Ueshiba Morihei.[5]

Sự nổi lên của những môn phái này diễn ra trước khi Ueshiba qua đời, và đã không gây ra bất kỳ biến động lớn nào khi chúng được chính thức hoá. Shodokan Aikido, tuy nhiên, đã gây tranh cãi, vì nó đã giới thiệu một hệ thống thi đấu độc đáo dựa trên các điều luật mà một số người cảm thấy trái với tinh thần của Aikido.
Sau sự qua đời của Ueshiba, nhiều môn sinh cấp cao đã tự lập ra các môn phái độc lập.
- Iwama-ryu (tiếng Nhật: 岩間流; Nham Gian lưu), một hệ phái được phát triển từ quãng thời gian nghỉ hưu của Ueshiba tại Iwama (Nham Gian), Nhật Bản, và sau đó chịu ảnh hưởng phương pháp truyền dạy của môn sinh lâu năm Saitō Morihiro. Hệ phái này không có tên chính thức. Các môn sinh của Saito sau này phân chia thành hai nhóm; một nhóm ở lại với Aikikai và nhóm còn lại thành lập tổ chức độc lập Shinshin Aikishuren Kai (神信合気修練会?) vào năm 2004 xung quanh con trai Saito là Saitō Hitohiro (斎藤 仁弘, sinh 1957).
- Ki Society - một sự kiện gây tranh cãi đáng kể là sự từ chức huấn luyện viên trưởng Aikikai Honbu Dojo của Tōhei Kōichi vào năm 1974. Tohei từ chức do sự bất đồng với con trai của sáng tổ, Ueshiba Kisshomaru, đạo chủ Aikikai bấy giờ. Sự bất đồng ý kiến chủ yếu là về vai trò của việc phát triển ki trong việc huấn luyện Aikido căn bản. Sau khi Tohei rời đi, ông đã tạo ra hệ phái riêng của mình, gọi là Shin Shin Toitsu Aikido (tiếng Nhật: 心身統一合気道; Thân Tâm Thống Nhất Hiệp khí đạo), và hình thành một tổ chức điều hành nó, Ki Society.[6]

Các hệ phái và tổ chức quan trọng khác bao gồm:
- Wadokai Aikido  - Suenaka-ha Tetsugaku-ho, được sáng lập bởi Roy Suenaka vào năm 1975.[7][8]
- Kokusai Aikidō Kenshūkai Kobayashi Hirokazu Ha, hoặc Kobayashi aikido, được sáng lập bởi Kobayashi Hirokazu.
- Tendoryu aikido (天道流合気道 Tendō-ryū Aikidō); được sáng lập bởi Shimizu Kenji (清水 健二, sinh 1940) vào năm 1982. Ông đã sáng lập "Shimizu Dojo" vào năm 1969, sau đó đổi tên thành Tendokan (天道館 Tendōkan) vào năm 1975.
- Phong cách Shingu, đề cập đến các môn sinh của Hikitsuchi Michio
- Phong cách Nishio, đề cập đến phong cách của Nishio Shōji
- Phong cách Yamaguchi, đề cập đến phong cách của môn sinh có ảnh hưởng lớn là Yamaguchi Seigo
- Manseikan Aikido, được sáng lập bởi Sunadomari Kanshū
- Yoshokai Aikido, được sáng lập bởi cựu thành viên Yoshinkan là Takashi Kushida

## Aikido giai đoạn hiện đại (1980 - hiện tại)
Ngày nay, Aikikai là một tổ chức bao trùm, là tổ chức trung tâm của nhiều giáo viên cấp cao và tổ chức phụ với những phương pháp giảng dạy và đặc điểm kỹ thuật riêng của họ. Quyền lãnh đạo của đoàn hội này vẫn tập trung xung quanh gia đình Ueshiba, hiện được đứng đầu bởi cháu nội của người sáng lập, Ueshiba Moriteru (植芝 守央, sinh 1951).
Thế hệ giáo viên cao cấp hiện nay vẫn tiếp tục tự mình phát triển, với các môn sinh cao cấp của những người huấn luyện là môn sinh cao cấp của người sáng lập (đại môn sinh) đang trở nên tự mình nổi bật.
- Tổ chức quốc tế Kokikai Aikido; được sáng lập năm 1986 bởi Maruyama Shuji (sinh 1940).[10][11][12][13]
- Yoshokai; được sáng lập năm 1991 bởi Kushida Takashi (串田 誉司, 1935-2012), một huấn luyện viên cấp cao của Yoshinkan aikido.
- Renshinkai và Shinwakan, hai tổ chức được sáng lập bởi các huấn luyện viên cấp cao của Yoshinkan.

## Các tổ chức giảng dạy khác
- Hiệp hội quốc tế Fugakukai, được sáng lập năm 1982, có nguồn gốc từ phong cách Shodokan, nhưng không có yếu tố thi đấu.
- Aikido Yuishinkai; được sáng lập năm 1996 bởi Maruyama Koretoshi (sinh 1936).
- Keijutsukai Aikido (警術会合気道). Tổ chức Keijutsukai được thành lập vào tháng 2 năm 1980 do Thomas H. Makiyama sáng lập.[14][15]
- Tổ chức độc lập Nippon Kan được sáng lập bởi Honma Gaku, với sự nhấn mạnh vào "sự hỗ trợ của cộng đồng".

## Các bộ môn võ thuật không liên quan sử dụng thuật ngữ "aikido"
Các phong cách trên có thể lần theo nguồn gốc của chúng thông qua các môn sinh cao cấp của người sáng lập aikido, Ueshiba Morihei. Hai bộ môn võ thuật nổi bật khác sử dụng tên gọi "aikido", nhưng không có sự liên quan trực tiếp. Chúng là Korindo aikido, được sáng lập bởi Hirai Minoru (平井 稔, 1903–1998) và Nihon Goshin aikido (日本護身合気道 Nihon Goshin Aikidō), được sáng lập bởi Morita Shodo (書道森田, sống k. thập niên 1930–1962). Các môn phái này, với một số lý do lịch sử, cho thấy tên gọi "aikido" không chỉ là lĩnh vực võ thuật có nguồn gốc duy nhất từ những lời dạy của Morihei Ueshiba.